# Emil Espensen
Emil Espensen, né le 17 octobre 1991, est un rameur danois.

## Palmarès

### Championnats du monde
| Discipline           | Chungju 2013 Corée du Sud | Amsterdam 2014 Pays-Bas | Aiguebelette 2015 France |
| -------------------- | ------------------------- | ----------------------- | ------------------------ |
| Quatre de couple, pl |                           |                         | Bronze                   |